# 维图群岛

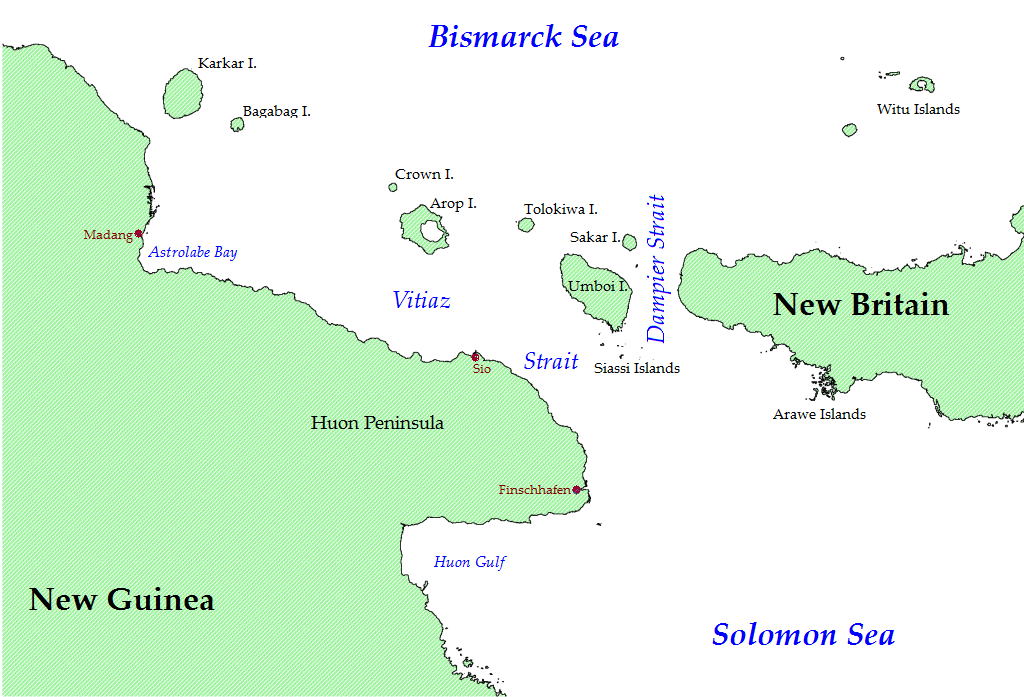
維圖群島位於圖右上方，新不列顛島以北

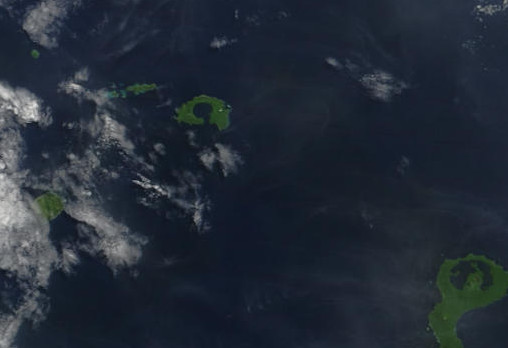
維圖群島（左），右下為威拉米茲半岛

維圖群島（英語：Vitu Islands，/ˈviːtuː/；亦作Witu Islands；前稱French Islands）是巴布亞新畿內亞西新不列顛省的群島，位於新不列顛島以北的俾斯麥海，屬於俾斯麥群島的一部分，主要島嶼包括加羅韋島與乌内阿岛，總面積96平方公里，該群島是該國其中一個主要椰子核產地。
4°40′S 149°18′E / 4.667°S 149.300°E